# ヘヴィ・ラヴ
『ヘヴィ・ラヴ』（Heavy Love）は、アメリカ合衆国のブルース・ミュージシャン、バディ・ガイが1998年に発表したスタジオ・アルバム。

## 背景
過去にジョニー・ラング等の作品を手がけてきたデヴィッド・Zがプロデューサーに起用され、収録曲「ミッドナイト・トレイン」にはラングがゲスト参加した。なお、ガイは既に自身のライヴでラングをオープニングアクトに起用しており、当時10代のラングを「声や演奏を聴く限りじゃ35歳ぐらいだと思ったよ」と称賛したという。
「アイ・ニード・ユー・トゥナイト」はZZトップのカヴァーで、オリジナル・ヴァージョンはアルバム『イリミネイター』（1983年）に収録されている。トニー・ジョー・ホワイトのカヴァー「ディド・サムバディ・メイク・ア・フール・アウト・オブ・ユー」では、ガイはギブソンのアコースティック・ギターを使用している。

## 反響・評価
アメリカの総合アルバム・チャートBillboard 200では、1998年6月20日に163位を記録するが、翌週にはチャート圏外に消えた。また、『ビルボード』のブルース・アルバム・チャートでは2位に達し、トップ・ヒートシーカーズでは3位に達した。
第41回グラミー賞では最優秀コンテンポラリー・ブルース・アルバム賞にノミネートされた。Stephen Thomas Erlewineはオールミュージックにおいて5点満点中2.5点を付け「彼の演奏は、幾分ロック寄りになり過ぎているきらいもあるが、バディ・ガイの自由奔放かつハードにロックしたレコードを求める向きにとっては、『ヘヴィ・ラヴ』は決して悪い作品ではない」と評している。また、『CDジャーナル』のミニ・レビューでは「昔の名曲をカヴァーしても伝統芸術に埋もれたりせず、現在進行形の若々しいブルースに昇華させ、嬉々として歌い演奏する姿にはホント頭が下がる」と評されている。

## 収録曲
1. ヘヴィ・ラヴ - "Heavy Love" (Dan Penn, Jon Tiven, Sally Tiven) - 5:41
2. ミッドナイト・トレイン - "Midnight Train" (J. Tiven, Roger Reale) - 5:21
3. アイ・ガット・ア・プロブレム - "I Got a Problem" (Gene Barge, Jesse Anderson) - 5:17
4. アイ・ニード・ユー・トゥナイト - "I Need You Tonight" (Billy Gibbons, Dusty Hill, Frank Beard) - 5:17
5. サタデー・ナイト・フィッシュ・フライ - "Saturday Night Fish Fry" (Louis Jordan, Walsh Ellis Lawrence) - 5:29
6. ハッド・ア・バッド・ナイト - "Had a Bad Night" (Buddy Guy) - 4:44
7. アー・ユー・ロンリー・フォー・ミー・ベイビー - "Are You Lonely for Me Baby" (Bert Berns) - 3:55
8. アイ・ジャスト・ウォント・トゥ・メイク・ラヴ・トゥ・ユー - "I Just Want to Make Love to You" (Willie Dixon) - 3:26
9. ディド・サムバディ・メイク・ア・フール・アウト・オブ・ユー - "Did Somebody Make a Fool Out of You" (Tony Joe White) - 7:50
10. ホウェン・ザ・タイム・イズ・ライト - "When the Time Is Right" (Steve Cropper, Glen Clark) - 4:32
11. レット・ミー・ショウ・ユー - "Let Me Show You" (B. Guy) - 5:35

### 日本盤ボーナス・トラック
1. ノーバディ・アンダースタンズ・ミー・バット・マイ・ギター - "Nobody Understands Me But My Guitar" (Rick Christian, Jack Holder) - 5:10
2. ユア・マインズ・オン・ヴァケイション - "Your Mind's on Vacation" (Mose Allison) - 3:19

## 参加ミュージシャン
- バディ・ガイ - ボーカル、ギター
- ジョニー・ラング（英語版） - ボーカル、ギター(on #2)
- ジャック・ホールダー - ギター
- スティーヴ・クロッパー - ギター(on #1, #5, #7, #8, #9, #10, #11)
- リース・ワイナンズ - キーボード
- デヴィッド・M・スミス - ベース・ギター
- リッチー・ヘイワード - ドラムス
- デヴィッド・Z - パーカッション